# Hypoponera agilis
Hypoponera agilis är en myrart som först beskrevs av Borgmeier 1934.  Hypoponera agilis ingår i släktet Hypoponera och familjen myror. Inga underarter finns listade i Catalogue of Life.